# Metathelypteris wuyishanica
Metathelypteris wuyishanica là một loài thực vật có mạch trong họ Thelypteridaceae. Loài này được Ching mô tả khoa học đầu tiên năm 1981.